# Gruey-lès-Surance
Gruey-lès-Surance és un municipi francès, situat al departament dels Vosges i a la regió del Gran Est. L'any 2007 tenia 245 habitants.

## Demografia

### Població
El 2007 la població de fet de Gruey-lès-Surance era de 245 persones. Hi havia 115 famílies, de les quals 49 eren unipersonals (12 homes vivint sols i 37 dones vivint soles), 37 parelles sense fills i 29 parelles amb fills.
La població ha evolucionat segons el següent gràfic:
Habitants censats

### Habitatges
El 2007 hi havia 222 habitatges, 116 eren l'habitatge principal de la família, 84 eren segones residències i 21 estaven desocupats. 211 eren cases i 6 eren apartaments. Dels 116 habitatges principals, 102 estaven ocupats pels seus propietaris, 9 estaven llogats i ocupats pels llogaters i 5 estaven cedits a títol gratuït; 2 tenien una cambra, 4 en tenien dues, 19 en tenien tres, 30 en tenien quatre i 62 en tenien cinc o més. 88 habitatges disposaven pel capbaix d'una plaça de pàrquing. A 60 habitatges hi havia un automòbil i a 35 n'hi havia dos o més.

### Piràmide de població
La piràmide de població per edats i sexe el 2009 era:
| Homes | Edats   | Dones |
| ----- | ------- | ----- |
| 0     | 95 o +  | 0     |
| 0     | 90 a 94 | 8     |
| 4     | 85 a 89 | 8     |
| 4     | 80 a 84 | 0     |
| 12    | 75 a 79 | 12    |
| 0     | 70 a 74 | 4     |
| 16    | 65 a 69 | 8     |
| 0     | 60 a 64 | 16    |
| 12    | 55 a 59 | 4     |
| 4     | 50 a 54 | 0     |
| 4     | 45 a 49 | 8     |
| 16    | 40 a 44 | 4     |
| 12    | 35 a 39 | 0     |
| 0     | 30 a 34 | 8     |
| 4     | 25 a 29 | 12    |
| 8     | 20 a 24 | 0     |
| 8     | 15 a 19 | 8     |
| 8     | 10 a 14 | 0     |
| 8     | 5 a 9   | 4     |
| 8     | 0 a 4   | 0     |

## Economia
El 2007 la població en edat de treballar era de 144 persones, 83 eren actives i 61 eren inactives. De les 83 persones actives 74 estaven ocupades (46 homes i 28 dones) i 9 estaven aturades (2 homes i 7 dones). De les 61 persones inactives 26 estaven jubilades, 10 estaven estudiant i 25 estaven classificades com a «altres inactius».

### Ingressos
El 2009 a Gruey-lès-Surance hi havia 115 unitats fiscals que integraven 260 persones, la mediana anual d'ingressos fiscals per persona era de 12.860 €.

### Activitats econòmiques
Dels 6 establiments que hi havia el 2007, 2 eren d'empreses de fabricació d'altres productes industrials, 3 d'empreses de construcció i 1 d'una empresa d'hostatgeria i restauració.
Dels 3 establiments de servei als particulars que hi havia el 2009, 1 era una fusteria, 1 lampisteria i 1 restaurant.
L'any 2000 a Gruey-lès-Surance hi havia 11 explotacions agrícoles que ocupaven un total de 776 hectàrees.

## Poblacions més properes
El següent diagrama mostra les poblacions més properes.